# Eliot Kid
Eliot Kid este un serial animat pentru copii alcătuit din două sezoane și 104 episoade și produs de Samka Productions și Safari de Ville. Regia serialului a fost realizată de Gilles Cazaux, iar vocile principale și regia de dublaj au fost conduse de regizorul de animație Matthew Geczy. Kris Bénard a fost compozitorul serialului.
Serialul este despre un băiețel care își imaginează scenarii de filme blockbuster ca să-și provoace și inspire prietenii.

## Despre serial
Eliot Kid este băiatul familiei Kid, are 7 ani și o imaginație cum rar s-a mai văzut. Cele mai banale situații din viața de zi cu zi devin adevărate aventuri hollywoodiene în mintea lui Eliot, care are darul de a complica foarte tare realitatea. De exemplu, după ce părinții lui cumpără un nou frigider (provenit din Scandinavia), Eliot decide să împiedice prin orice mijloc deschiderea ușii acestuia, de teamă să nu dea cale liberă unei invazii a vikingilor. 
Lumea lui Eliot este amuzantă, plină de mister și de personaje extraordinare, iar realitatea devine infinit mai interesantă atunci când e privită prin ochii lui.

## Personaje

### Personaje principale
- Eliot Kid - Eliot este proadcastingul serialului. El își poate imagina orice cu privirea lui cum ar fi: o floare șef, o mătușă vrăjitoare și altele. De aceea Eliot intră mereu în bucluc cu mama lui la sfârșitul fiecărui episod.
- Mimi - Mimi este una dintre cei doi prieteni ai lui Eliot. Ea îl iubește mult pe Eliot și nu îi place când acesta intră în bucluc. Într-un episod, Eliot și Kaytoo voiau să îi fure ochelarii lui Mimi pentru că credeau că se poate vedea viitorul prin ei.
- Kaytoo - Kaytoo este unul dintre prietenii lui Eliot. Acesta poartă o șapcă galbenă.

### Personaje secundare sau minore
- Suzy Kid - Suzy este sora mai mare a lui Eliot.
- Isabell Kid - Isabell este mama lui Eliot și Suzy. Ea este primarul orașului și are propria ei mașină. Mereu îl pedepsește pe Eliot din cauza imaginației lui.
- Jeremy Kid - Jeremy este tatăl lui Eliot și Suzy. Îi place foarte mult să inventeze chestii care nu merg mai mereu.
- Loretta - Loretta este colega lui Eliot de la școală. Îi place muzica și animalele și are un iepure și un câine. Eliot este îndrăgostit de ea și de aceea Mini este geloasă pe ea.
- Max - Max este colegul lui Eliot și de asemenea rivalul său. Amândoi sunt îndrăgostiți de Loretta și din cauza asta se poate ajunge la discuții.
- Sierra - Sierra este unul dintre colegii de școală ai lui Eliot. Kaytoo este îndrăgostit foarte mult de ea.
- Domnișoara Bridgette - Domnișoara Bridgette este învățătoarea lui Eliot Kid, Mimi, Kaytoo, Lorreta, Max și Sierra.
- Domnul Leon - Domnul Leon este directorul de la școala lui Eliot.
- Jayd - Jayd este o adolescentă pe care Isabell o pune mereu să aibă grijă de Eliot când ea e la lucru.
- Salam - Salam este unul dintre cele două animale de companie ale lui Eliot. El este un câine portocaliu.
- Oliță - Oliță este unul dintre cele două animale de companie ale lui Eliot. Ea este o pisică gri.
- Mătușa Margot - Mătușa Margot este mătușa lui Eliot. Ea arată ca o vrăjitoare și de aceea lui Eliot îi este teamă de ea. A fost văzută doar în episodul Aunt Margot și în episodul Viața fără Mimi când Eliot și Kaytoo credeau că i-a luat mintea lui Mimi.
- Lucien - Lucien este vărul lui Mimi. A apărut doar în episodul Viața fără Mimi când Eliot și Kaytoo credeau că el e Mimi transformată în băiețel.
- Teresa - Teresa este angajata lui Isabell de la primărie.
- Dayan - Dayan este prietena lui Suzy.

## Episoade
Sezonul 1 nu a fost niciodată difuzat în România.
| Premiera în România | N/o | Titlu român            | Titlu englez                 |
| ------------------- | --- | ---------------------- | ---------------------------- |
|                     |     |                        |                              |
| SEZONUL 1           |     |                        |                              |
|                     |     |                        |                              |
|                     | 001 |                        | Wedding Impossible           |
|                     |     |                        |                              |
|                     | 002 |                        | Invasion of the Robot Clones |
|                     |     |                        |                              |
|                     | 003 |                        | Aunt Margot                  |
|                     |     |                        |                              |
|                     | 004 |                        | The Bathroom Monster         |
|                     |     |                        |                              |
|                     | 005 |                        | Igor                         |
|                     |     |                        |                              |
|                     | 006 |                        | 20,000 Leagues               |
|                     |     |                        |                              |
|                     | 007 |                        | The King of Dustmiteistan    |
|                     |     |                        |                              |
|                     | 008 |                        | The Grand Prix               |
|                     |     |                        |                              |
|                     | 009 |                        | Kung Fu Kid                  |
|                     |     |                        |                              |
|                     | 010 |                        | Eliot in Love                |
|                     |     |                        |                              |
|                     | 011 |                        | The Musketeers’ Plot         |
|                     |     |                        |                              |
|                     | 012 |                        | The Broken Toy               |
|                     |     |                        |                              |
|                     | 013 |                        | Moving to the Stars          |
|                     |     |                        |                              |
|                     | 014 |                        | Stinkem the Ogre             |
|                     |     |                        |                              |
|                     | 015 |                        | Only When I Laugh            |
|                     |     |                        |                              |
|                     | 016 |                        | The Big Webster              |
|                     |     |                        |                              |
|                     | 017 |                        | Mind Control                 |
|                     |     |                        |                              |
|                     | 018 |                        | Revenge of the Seniors       |
|                     |     |                        |                              |
|                     | 019 |                        | The Vegetari-Man             |
|                     |     |                        |                              |
|                     | 020 |                        | The New Kid in School        |
|                     |     |                        |                              |
|                     | 021 |                        | The Little Mouse             |
|                     |     |                        |                              |
|                     | 022 |                        | The Treasure Room            |
|                     |     |                        |                              |
|                     | 023 |                        | Blue Lightning               |
|                     |     |                        |                              |
|                     | 024 |                        | Hamsterman                   |
|                     |     |                        |                              |
|                     | 025 |                        | Shrinking Animals            |
|                     |     |                        |                              |
|                     | 026 |                        | Eliot’s Nightmare            |
|                     |     |                        |                              |
|                     | 027 |                        | The Big Expedition           |
|                     |     |                        |                              |
|                     | 028 |                        | Nature Is a Living Thing     |
|                     |     |                        |                              |
|                     | 029 |                        | The Pirate Ghost             |
|                     |     |                        |                              |
|                     | 030 |                        | Freddy Has Disappeared       |
|                     |     |                        |                              |
|                     | 031 |                        | Youki the Extraterrestrial   |
|                     |     |                        |                              |
|                     | 032 |                        | The Werewolf                 |
|                     |     |                        |                              |
|                     | 033 |                        | In the Time of the Pharaohs  |
|                     |     |                        |                              |
|                     | 034 |                        | The Revolt                   |
|                     |     |                        |                              |
|                     | 035 |                        | The Christmas Elves          |
|                     |     |                        |                              |
|                     | 036 |                        | The White Phantom            |
|                     |     |                        |                              |
|                     | 037 |                        | Greenbeard                   |
|                     |     |                        |                              |
|                     | 038 |                        | The Villainous Vacuum        |
|                     |     |                        |                              |
|                     | 039 |                        | Eliot Against the Bananas    |
|                     |     |                        |                              |
|                     | 040 |                        | My Neighbour, The Yeti       |
|                     |     |                        |                              |
|                     | 041 |                        | The Suit of Armour           |
|                     |     |                        |                              |
|                     | 042 |                        | The Little Bunny That Grew   |
|                     |     |                        |                              |
|                     | 043 |                        | Mission Pop-Corn             |
|                     |     |                        |                              |
|                     | 044 |                        | The City Elections           |
|                     |     |                        |                              |
|                     | 045 |                        | A Knight to Remember         |
|                     |     |                        |                              |
|                     | 046 |                        | Class Photo                  |
|                     |     |                        |                              |
|                     | 047 |                        | The Magic Spell Book         |
|                     |     |                        |                              |
|                     | 048 |                        | The Virus Code               |
|                     |     |                        |                              |
|                     | 049 |                        | The Great Dog Competition    |
|                     |     |                        |                              |
|                     | 050 |                        | The Age of Reason            |
|                     |     |                        |                              |
|                     | 051 |                        | Halloween                    |
|                     |     |                        |                              |
|                     | 052 |                        | Snowman                      |
|                     |     |                        |                              |
| SEZONUL 2           |     |                        |                              |
|                     |     |                        |                              |
| 05.09.2011          | 053 | Proful cibernetic      | The Cyber Teacher            |
|                     |     |                        |                              |
| 05.09.2011          | 054 | Vizita senatorului     | The Senator’s Visit          |
|                     |     |                        |                              |
| 06.09.2011          | 055 | Covorul dubios         | Creepy Carpet                |
|                     |     |                        |                              |
| 06.09.2011          | 056 | Prezicătoarea Mimi     | Mimi The Magus               |
|                     |     |                        |                              |
| 07.09.2011          | 057 | Inghețata fermecată    | The Enchanting Ice Cream     |
|                     |     |                        |                              |
| 07.09.2011          | 058 | Vânătoarea de fantome  | Ghost Hunt                   |
|                     |     |                        |                              |
| 08.09.2011          | 059 | Balul vampirilor       | The Vampire Ball             |
|                     |     |                        |                              |
| 08.09.2011          | 060 | Îngrozitorul Danny     | Dreadful Danny               |
|                     |     |                        |                              |
| 09.09.2011          | 061 | Diabolica              | Diabolika                    |
|                     |     |                        |                              |
| 09.09.2011          | 062 | Mimi se micșorează     | Shrinking Mimi               |
|                     |     |                        |                              |
| 12.09.2011          | 063 | Alertă la jucării      | A Toy Alert                  |
|                     |     |                        |                              |
| 12.09.2011          | 064 | Un miros monstruos     | Monstrous Smell              |
|                     |     |                        |                              |
| 13.09.2011          | 065 | Prințul broscoi        | The Frog Prince              |
|                     |     |                        |                              |
| 13.09.2011          | 066 | Orașul îngropat        | The Buried City              |
|                     |     |                        |                              |
| 14.09.2011          | 067 | Puștiul Eliot          | Eliot The Kid                |
|                     |     |                        |                              |
| 14.09.2011          | 068 | Muza mea Mimi          | My Muse Mimi                 |
|                     |     |                        |                              |
| 15.09.2011          | 069 | Sfârșit de joc         | Game Over                    |
|                     |     |                        |                              |
| 15.09.2011          | 070 | Tărâmul vikingilor     | Land Of The Vikings          |
|                     |     |                        |                              |
| 16.09.2011          | 071 | Eliot superstar        | Eliot Superstar              |
|                     |     |                        |                              |
| 16.09.2011          | 072 | Cyborg                 | Cyborg                       |
|                     |     |                        |                              |
| 19.09.2011          | 073 | Vărul de la polul opus | The Theantypodis Cousin      |
|                     |     |                        |                              |
| 19.09.2011          | 074 | Dinții au urechi       | Teeth Have Ears              |
|                     |     |                        |                              |
| 20.09.2011          | 075 | Eliot Hood             | A Eliot Hood                 |
|                     |     |                        |                              |
| 20.09.2011          | 076 | Un antrenor grozav     | Great Coach                  |
|                     |     |                        |                              |
| 21.09.2011          | 077 | Grupul Rock            | The Rock Group               |
|                     |     |                        |                              |
| 21.09.2011          | 078 | Inspecția              | The Inspection               |
|                     |     |                        |                              |
| 22.09.2011          | 079 | Skate-Parcul           | The Skate Park               |
|                     |     |                        |                              |
| 22.09.2011          | 080 | Chemarea sălbăticiei   | Call Of The Wild             |
|                     |     |                        |                              |
| 23.09.2011          | 081 | Scufița Mimi           | Little Red Mimi              |
|                     |     |                        |                              |
| 23.09.2011          | 082 | Vrăjit                 | Bewitched                    |
|                     |     |                        |                              |
| 26.09.2011          | 083 | Iguanazilla            | The Iguanazilla              |
|                     |     |                        |                              |
| 26.09.2011          | 084 | Regina înfometată      | Hungry Queen                 |
|                     |     |                        |                              |
| 27.09.2011          | 085 | Prietenul din peșteră  | The Cave Friend              |
|                     |     |                        |                              |
| 27.09.2011          | 086 | Căutată! Salam!        | Wanted! Salami!              |
|                     |     |                        |                              |
| 28.09.2011          | 087 | Blestemul mumiei       | The Mummy’s Curse            |
|                     |     |                        |                              |
| 28.09.2011          | 088 | În inima junglei       | In The Heart Of The Jungle   |
|                     |     |                        |                              |
| 29.09.2011          | 089 | Misiune Terra          | The Mission Earth            |
|                     |     |                        |                              |
| 29.09.2011          | 090 | Covorul zburător       | Flying Carpet                |
|                     |     |                        |                              |
| 30.09.2011          | 091 | Dragonul de fier       | The Iron Dragon              |
|                     |     |                        |                              |
| 30.09.2011          | 092 | Fantoma Zed            | Zed The Phantom              |
|                     |     |                        |                              |
| 03.10.2011          | 093 | Încurcătură în timp    | Time Mix Up                  |
|                     |     |                        |                              |
| 03.10.2011          | 094 | Răzbunarea copacilor   | The Revenge of the Trees     |
|                     |     |                        |                              |
| 04.10.2011          | 095 | Un purcel vedetă       | A Real Pig Star              |
|                     |     |                        |                              |
| 04.10.2011          | 096 | Hoții drăcușori        | The Imp Thieves              |
|                     |     |                        |                              |
| 05.10.2011          | 097 | Mimi sirena            | Mimi the Mermaid             |
|                     |     |                        |                              |
| 05.10.2011          | 098 | Hamster-antastic       | Hamsterific                  |
|                     |     |                        |                              |
| 06.10.2011          | 099 | Laurii lui Eliot       | Eliot's Laurels              |
|                     |     |                        |                              |
| 06.10.2011          | 100 | Mutantul apocaliptic   | Apocalypse Mutant            |
|                     |     |                        |                              |
| 07.10.2011          | 101 | Invazia                | The Invasion                 |
|                     |     |                        |                              |
| 07.10.2011          | 102 | Secretul lui Mimi      | Mimi's Secret                |
|                     |     |                        |                              |
| 10.10.2011          | 103 | Floarea șefă           | Flower-in-Chief              |
|                     |     |                        |                              |
| 10.10.2011          | 104 | Viața fără Mimi        | Life Without Mimi            |
|                     |     |                        |                              |

## Legături externe
- Site oficial
- Eliot Kid la Internet Movie Database